# RFC
RFC (eng Request for Comments) je dokument kojeg je izdao Internet Engineering Task Force (IETF). Dokumenti obično opisuju metode, ponašanja, istraživanja, ili inovacije primjenjive na Internet i povezana računala.  
Putem internetske zajednice, inženjeri i računalni znanstvenici mogu objaviti svoj rad u obliku RFC dokumenta, bilo za pregled kolega ili jednostavno kako bi prezentirali nove koncepte, informacije ili (ponekad) inženjerski humor. IETF prilagođava/izdaje neke od navedenih prijedloga kao RFC odnosno internetske standarde.

## Vanjske poveznice
- IETF RFC stranica
- RFC Kazalo (HTML) S opisom svakog RFC-a
- RFC Baza
- RFC Urednik
- RFC Errata  Arhivirana inačica izvorne stranice od 24. rujna 2006. (Wayback Machine)
- RFC Često postavljana pitanja
- RFC kazalo (tekst)
- Službeni status RFC standardizacije